# 土瓶

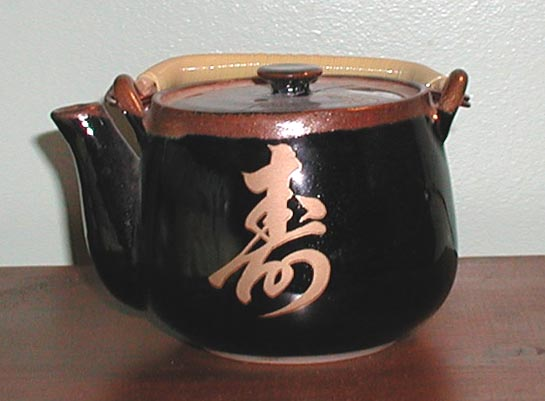
陶製土瓶

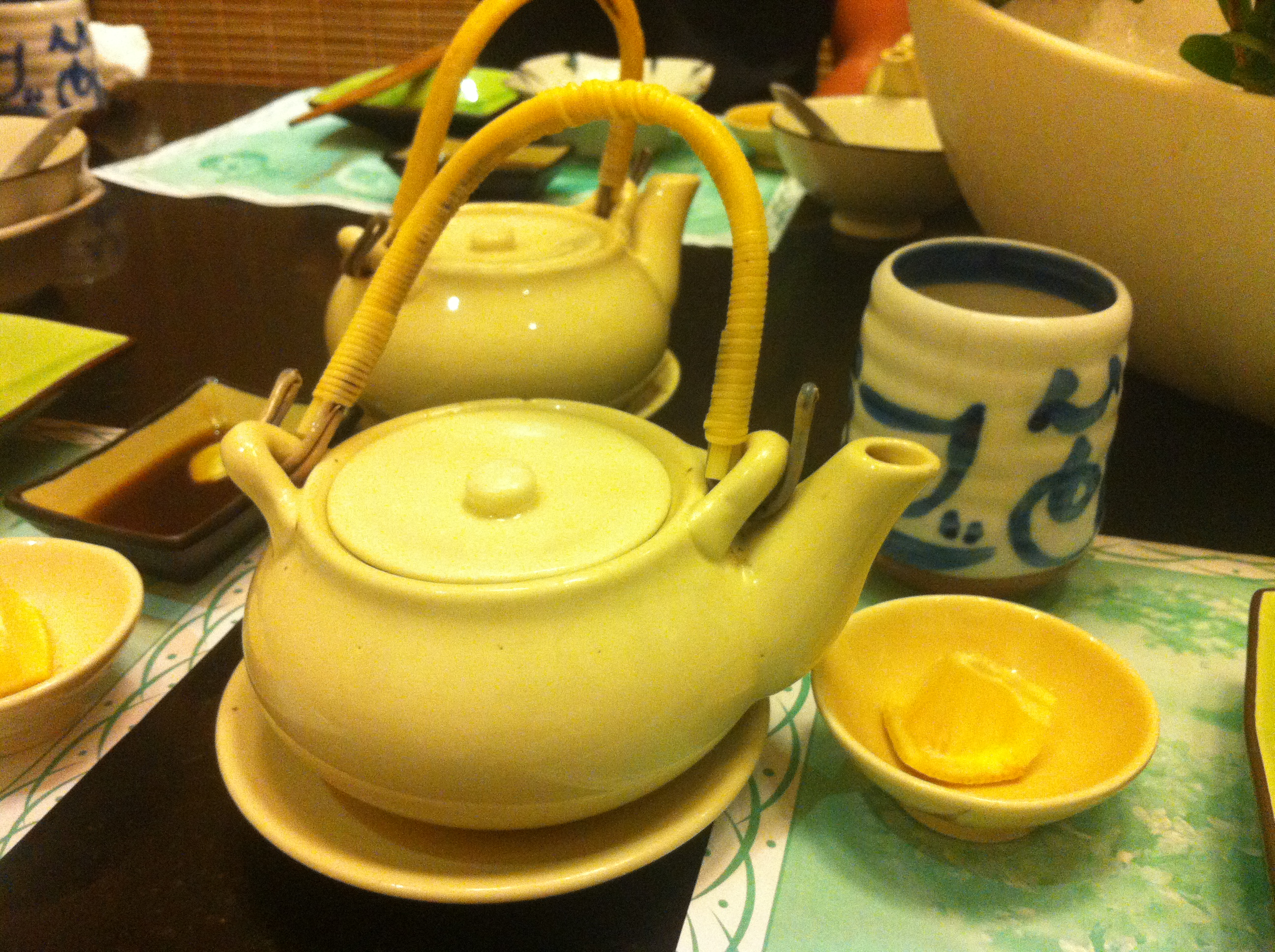
土瓶蒸

土瓶（日语：／ Dobin ? ）是一种陶制的壶，厚重、耐熱且保溫效果好，日本传统的餐器，用以直接放在火上燒煮熱水或煎煮茶葉、藥草。竖直的提把多以竹或藤为材料制成，防止拿取時燙傷。
土瓶蒸（日语：／ Dobinmushi ?）是蒸料理的一种，即是以土瓶为容器蒸煮出的汤，大多以时令食材制作，香气浓郁。一般壶盖上扣有小杯，杯上放有一瓣柠檬或柚子。吃前先往汤中滴柠檬汁或柚子汁，再如倒茶般倒在小杯中饮下；用箸夹出壶中食物。

## 脚注
1. ↑  Skeleton1955. . All About Japan. 2025年5月19日 （中文（臺灣））.
2. ↑  陈弘美.用筷子夹出美味.北京:生活·读书·新知三联书店,2012.6:81 ISBN 9787108039828